# Rubia
El Rubia és un gènere de plantes amb flor que pertany a la família de les rubiàcies. El seu nom procedeix del llatí rubium ("vermell"), i fa referència al color vermellós de l'arrel. És natural de les regions temperades d'arreu del món i té diverses espècies autòctones a les terres de parla catalana, com la Roja, la Rogeta i la Rotgeta.

## Descripció
Aquestes plantes poden assolir els 1,5 m d'alçada. Són de fulles perennes que fan entre 5 i 10 cm de llarg per 2-3 d'ample. Les flors són petites (3 a 5 mm.) i de color groc pàl·lid, i creixen en grupets d'entre 4 i 7 disposades en forma d'estrella al voltant de la tija central; floreixen, en raïms densos, entre juliol i agost. Els seus fruits són petites (4-6 mm. de diàmetre) drupes entre vermelles i negres. Les arrels assoleixen el metre de longitud i un gruix de 12 mm.

## Usos
Ja des de l'antiguitat (3000 aC) s'han utilitzat espècies d'aquest gènere en l'adoberia, per a l'elaboració d'un tint vegetal per tenyir pell, llana, cotó i seda. S'extreu de les arrels de la planta i es fixa a la pell amb un mordent, com l'alum. L'àcid rubertínic, de l'arrel, és assecat, fermentat o tractat de manera que es transforma en sucre, alitzarina i purpurina; aquesta darrera, per bé que normalment incolora, enrogeix considerablement quan és dissolta en solucions alcalines. El 1869, els químics alemanys Graebe i Liebermann sintetitzaren alitzarina artificialment, i això acabà amb el cultiu de la Rubia per a obtenir-ne tints.
Tradicionalment, Rubia també s'utilitzava medicinalment per la seva funció diürètica en el tractament de la icterícia, i aplicat de manera tòpica juntament amb vinagre, per tractar certes malalties cutànies com el liquen pla.

## Taxonomia
Comprèn més de 200 espècies. Una selecció és:
- Rubia akane Nakai
- Rubia alaica Pachom.
- Rubia angustifolia, Rotgeta L.
- Rubia balearica (Willk.) G.López
- Rubia barcinonensis Sennen & Sennen
- Rubia chinensis Regel i Maack
- Rubia chitralensis Ehrend.
- Rubia cordata Thunb.
- Rubia cordifolia L.
- Rubia cretacea Pojark.
- Rubia deserticola Pojark.
- Rubia dolichophylla Schrenk
- Rubia florida Boiss.
- Rubia fontqueri Sennen & Sennen
- Rubia fruticosa Aiton
- Rubia jesoensis (Miq.) Miyabe i Miyake
- Rubia komarovii Pojark.
- Rubia krascheninnikovii Pojark.
- Rubia laevissima Tscherneva
- Rubia lanceolata Hayata
- Rubia laxiflora Gontsch.
- Rubia leiocaulis Diels
- Rubia linii J.M.Chao
- Rubia membranacea Diels
- Rubia olivieri A.Rich. ex DC
- Rubia oncotricha Hand.-Mazz.
- Rubia pavlovii Bajtenov i Myrz.
- Rubia peregrina, Rogeta L.
- Rubia podanta Diels
- Rubia polyphlebia H.S.Lo
- Rubia pterygocaulis H.S.Lo
- Rubia rechingeri Ehrend.
- Rubia regelii Pojark.
- Rubia rezniczenkoana Litv.
- Rubia rigidifolia Pojark.
- Rubia salicifolia Lo.
- Rubia schugnanica B.Fedtsch. ex Pojark.
- Rubia sikkimensis Kurz
- Rubia syrticola Miq.
- Rubia tatarica (Trevir.) Nyman ex F.Schmidt
- Rubia tibetica Hook.f.
- Rubia tinctoria L.
- Rubia tinctorum, Roja L.
- Rubia transcaucasica Grossh.
- Rubia yunnanensis (Franch. ex Diels) Diels